# Косино (аеродром)
Аеродром в Кóсино (Кóсонь) ― приватний злітно-посадковий майданчик біля с. Косонь Берегівського району Закарпаття. Належить ФГ «Руссетт». Термін дії сертифіката ЗПМ ― 08.12.2022 р. Аеродром збудовано для полегшення авіаційного сполучення для комплексу термальних вод. 
Зв'язок: 131,250 МГц. 

## Історія
За словами Дмитра Комарова, будівництво ЗПМ обійшлося власникам у 500 тисяч доларів.

## Додатково
- Записки пилота. Блог Володимира Васильєва [Архівовано 5 листопада 2019 у Wayback Machine.]